# Король Кофетуа и нищенка (сюжет)

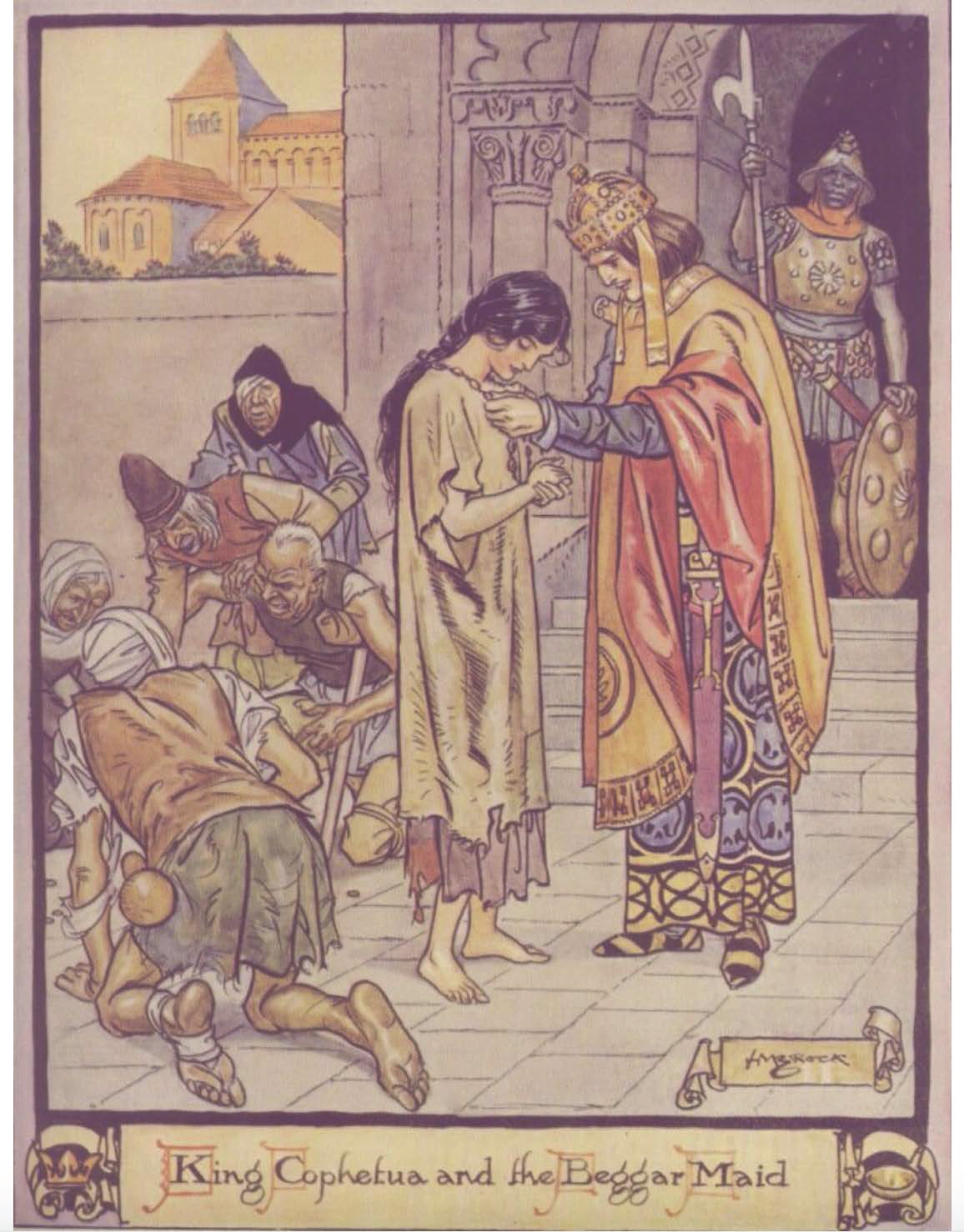
Заставка Г. Брока (1934) к балладе Джонсона

Пенелофон, нищенка (1867). Фарфор, фабрика COPELAND.

Легенда о «Короле и нищенке» повествует о короле Кофетуа и его любви к нищей девушке по имени Пенелофон (у Шекспира — Зенелофон). По преданию, африканский король Кофетуа не испытывал влечения к женщинам. Однажды из окна дворца он увидел молодую, плохо одетую нищенку. Сраженный любовью с первого взгляда, Кофетуа решил, что он либо женится на этой девушке, либо покончит с собой. Выйдя из дворца, он бросил нищим горсть монет, и, когда Пенелофон вышла вперёд, сказал, что она должна стать его женой. Она согласилась и стала королевой. Впервые легенду опубликовал Ричард Джонсон в 1612 году в балладе «Песнь о нищенке и короле».
Этот сюжет был использован в произведениях искусства различного жанра, от пьес Шекспира и масштабных полотен, в том числе шедевров мирового уровня, до фотографий и фарфоровых статуэток.

## Происхождение легенды
Английское происхождение легенды в настоящее время представляется общепризнанным. Между тем один немецкоязычный источник конца XIX века, Рихард Мутер, утверждал, что источником легенды Кофетуа следует считать не английскую балладу, а «провансальскую поэзию».

## В пьесах Шекспира

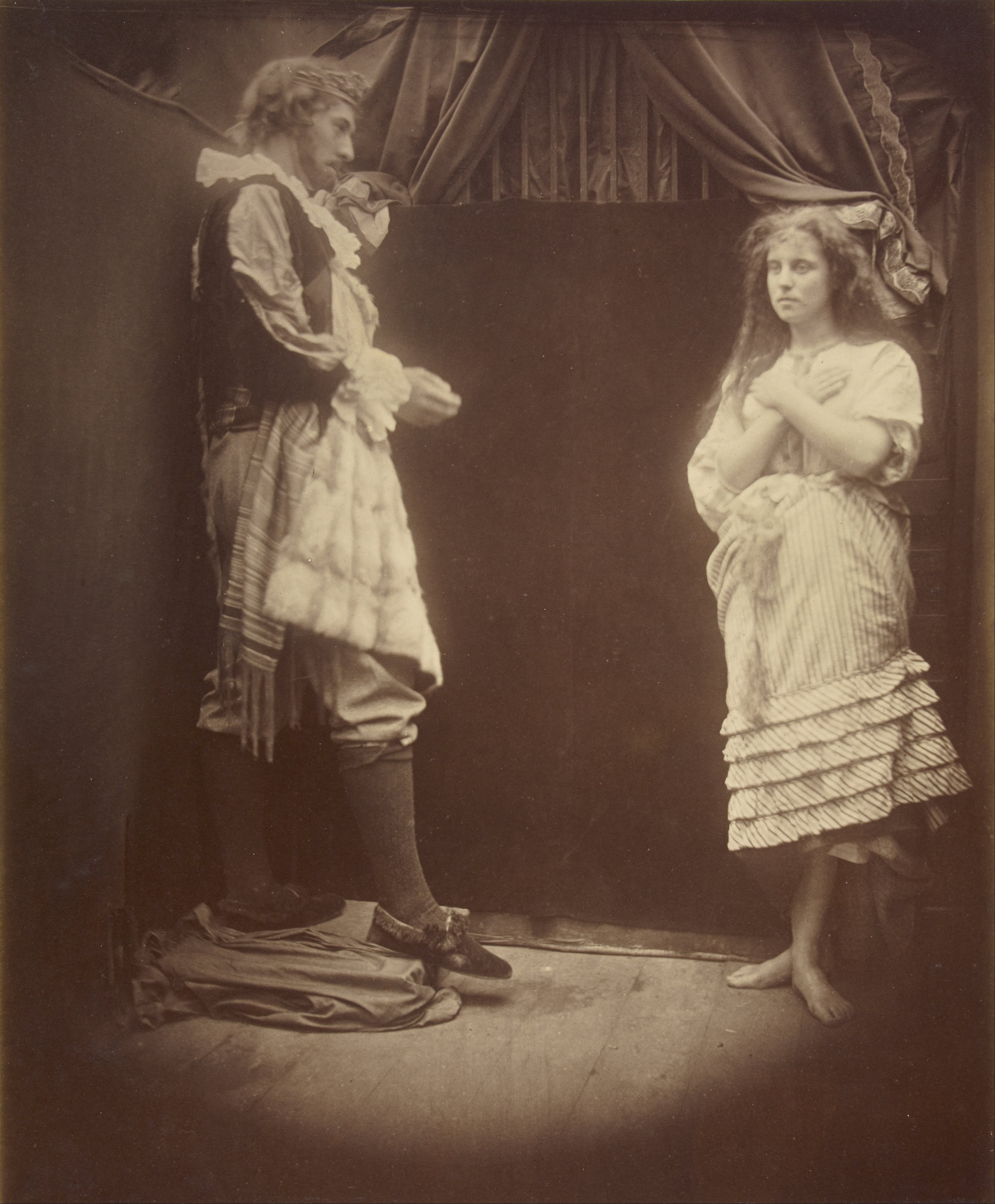
Король Кофетуа и нищенка (1875). Фото Джулии Камерон.

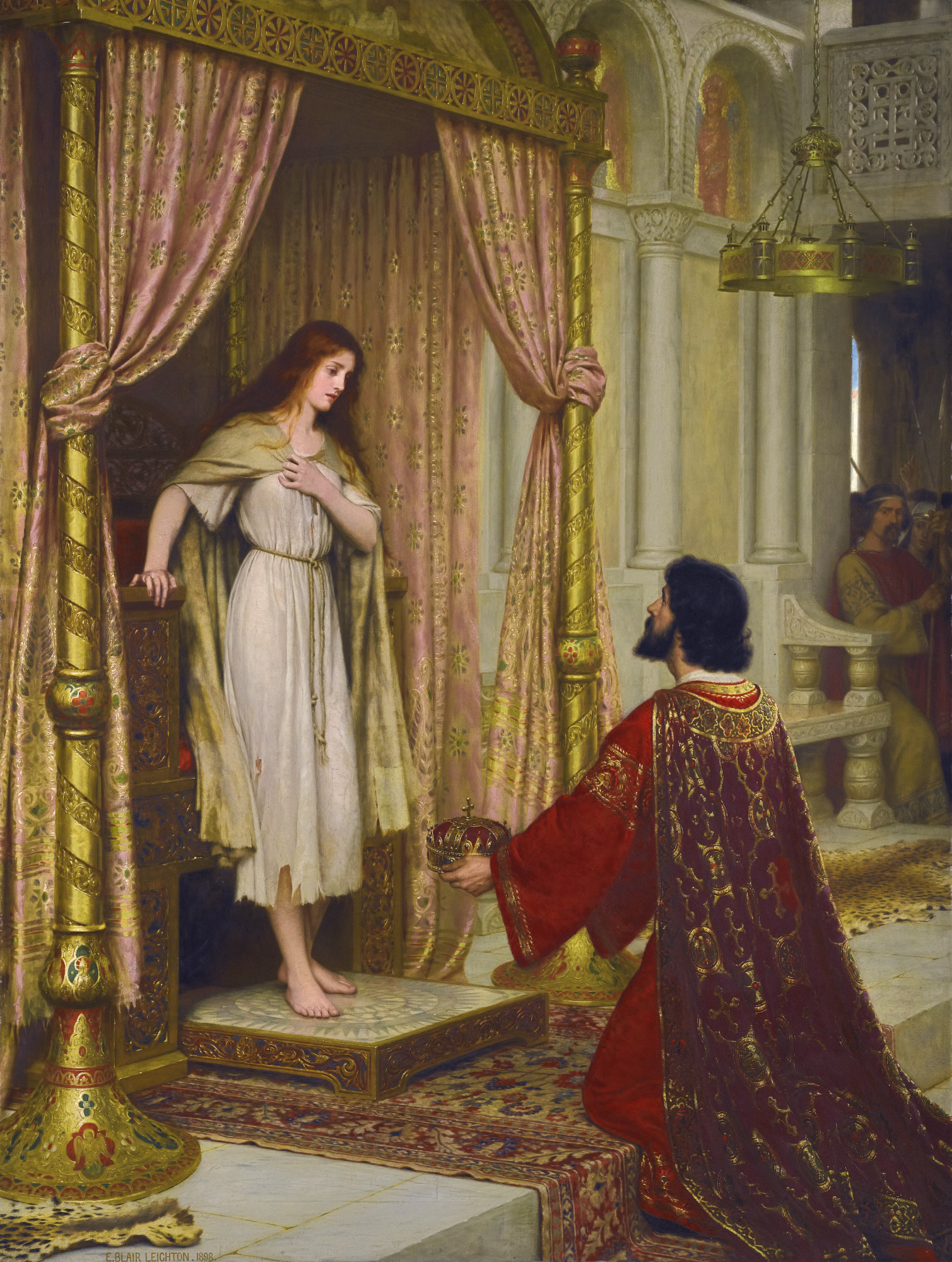
Король и нищенка (1898). Холст, масло. Эдмунд Лейтон.

В пьесах Шекспира легенда упоминалась задолго до даты её полной публикации в 1612 году:
Трагедия окончилась,— и вот,
«Король и Нищенка» у нас идёт.
Шекспир, Вильям «Ричард II» (1595) V,3
…Польсти ты тётушке Венере, 
Посетуй на ребячество Амура, 

Её подслеповатого сынка,
Который стрелами сердца пронзает
И короля Кофетуа влюбил
В девицу-нищенку… 
Шекспир, Вильям «Ромео и Джульетта» (1597) II,1,,
Армадо: Существует   ведь  баллада,  мальчик,  про  короля  и  нищенку?
Мотылек: Был такой грех. Наши прадеды сочинили такую балладу, но теперь, думается, ее нигде нельзя найти. Да если бы это и было возможно, и слова, и напев ее ни
к чему бы не пригодились.
Шекспир, Вильям «Бесплодные усилия любви» (1598) I,2
Великодушный и преславный король Кофетуа обратил свои взоры  на  пагубную  и  несомненную  нищенку  Зенелофон. Шекспир, Вильям «Бесплодные усилия любви»IV,1
Хроника «Генрих IV, часть 2» (1598) V,3 и, предположительно,
комедия Всё хорошо, что хорошо кончается тоже содержат отсылки к этой легенде. Бен Джонсон использует сравнение «богат, как король Кофетуа» в пьесе «Every Man in His Humour». Заметивший это Томас Перси одновременно отмечает, что в балладе о богатствах Кофетуа ничего не говорится.
Из этих цитат видно, что пьесы Шекспира адресовались зрителям, которым была известна легенда про Кофетуа и Зенелофон, причём не из баллады 1612 года, которая будет издана 15—20 лет спустя и девушка в ней имеет несколько отличное имя. Зато им было явно знакомо название пьесы «Король и Нищенка». Исходя из этих цитат, при переиздании баллады в 1765 году Перси предположил, что во времена Шекспира такая пьеса была известна, но её текст впоследствии был утрачен.

## В классической поэзии
Баллада 1612 года описывает бледную, босую девушку-нищенку, одетую во всё серое. Девушка оказалась не только очень красива, но и добродетельна. Баллада много раз переиздавалась. Особенный интерес представляет издание 1934 года с иллюстрацией Генри Брока, приведённой выше на заглавном рисунке к статье, а также переложение в прозе для детей (1900).

Иллюстрация У. Ханта к «Нищенке» А. Теннисона

Наиболее известно и оказало наибольшее влияние на мировую культуру изложение легенды о Кофетуа в стихотворении викторианского поэта Альфреда Теннисона «Нищенка» (англ. The Beggar Maid, написано в 1833 и опубликовано в 1842 годах), «лауреатское» издание 1857 года содержит иллюстрации Уильяма Ханта (а также Миллеса, Маклиса и Россетти) . Интересно проследить, как первые строчки этого стихотворения про руки на груди девушки:
Скрестив небрежно руки на груди,
Так хороша, что слов не подберёшь…
Оригинальный текст (англ.)Her arms across her breast she laid;

She was more fair than words can say… Alfred Tennyson, (Пер. В. Захарова)
воплощаются в других произведениях искусства, таких как статуэтка «Пенелофон, нищенка» и фотография Джулии Маргарет Камерон и картине Эдмунда Лейтона (все на рисунках выше).

Король Кофетуа и нищенка (1869). Худ. Дэниел Маклис. Холст, масло.

Удивительная история связана с ещё одной балладой, которая упоминается только в связи с картиной Дэниела Маклиса «Король Кофетуа и нищенка» (смотри рисунок слева). Картина выставлялась только один раз, в 1869 году, причём в каталоге выставки в описании картины в качестве источника её сюжета приводилась «старая баллада». Первый её стих следовал одному из финальных стихов баллады 1612 года, а вот в качестве второго стиха было приведёно следующее:
Она со скромной грацией прошла
Мимо королевского шатра.
«Наполни мой кубок,» — сказал король. 
Эта нищенка будет королевой,
Если не скажет мне: «Нет».
Оригинальный текст (англ.)He saw her pass in modest grace,
 Whiles in his tent he lay.
"Fill me a cup", the king he sayde,
"She shall be queen, this beggar—mayde,
If she'll not say me nayСтарая баллада(?)
что на удивление хорошо согласовывалось с сюжетом картины, но совершенно не соответствовало сюжету легенды. Из опубликованной впоследствии переписки Маклиса стало известно, что картина писалась на заказ и что заказчик предоставил выбор темы картины на усмотрение автора. Художник предложил написать картину с героями старой баллады и Теннисона, но на придуманный им самим сюжет. Он представил себе молодого короля с несколькими соратниками лежащими в шатре, мимо которых проходит красивая девушка. Такой выбор обогатил картину выигрышным изображением воинов и вооружения, в чём художник был особенно силён, и девушки, способной «искусить Святого Антония», — оставив однако не понятным, какое отношение и картина, и «баллада» имели к заявленному в названии сюжету.
Шотландский писатель и поэт Хью МакДиармид написал короткое, из двух четверостиший, стихотворение «Кофетуа» на шотландском языке, которое представляет собой пародию на легенду. Английский поэт и критик Джеймс Ривз включил поэму «Кофетуа», вдохновленную легендой, в свою книгу «Говорящий череп» (1958)

## В изобразительном искусстве

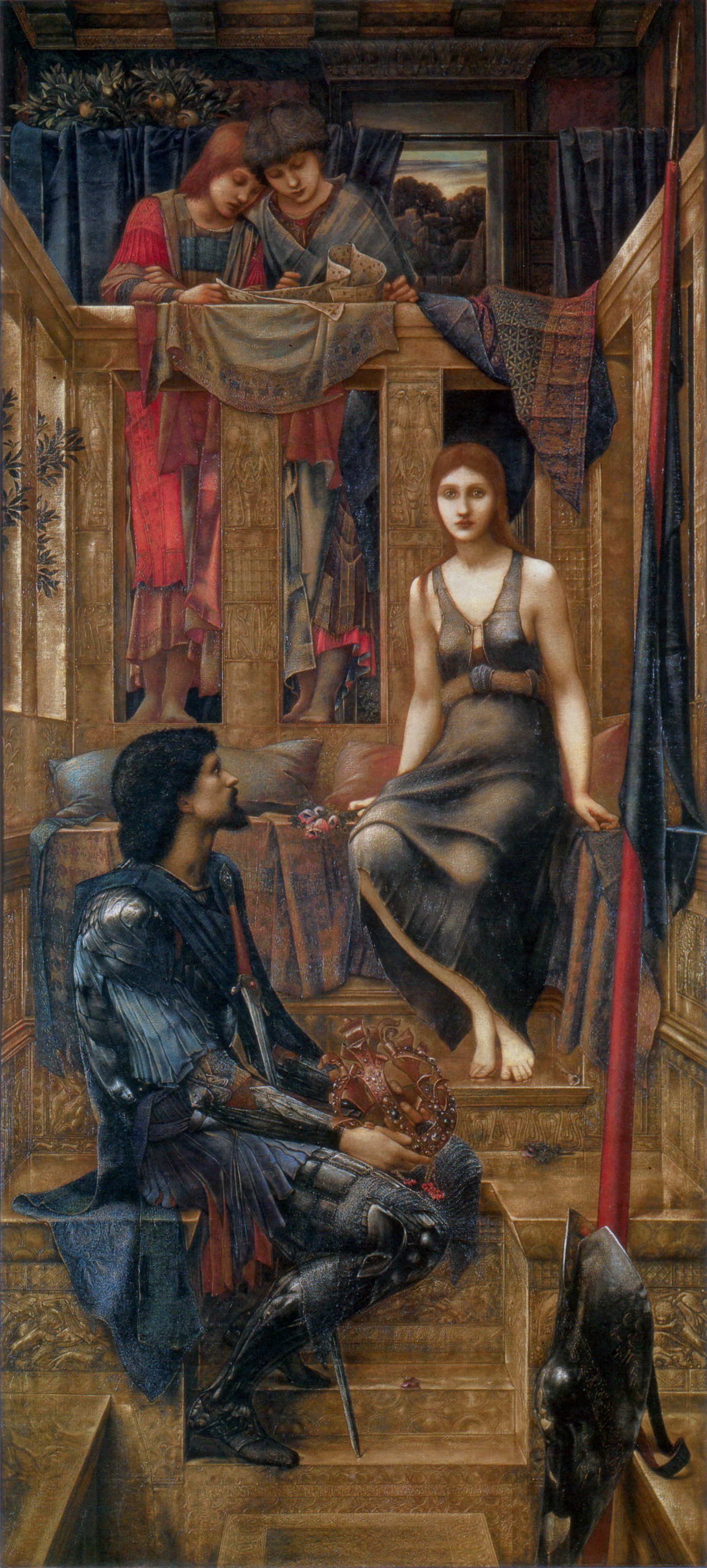
Король Кофетуа и нищенка. Худ. Э. Бёрн-Джонс (1884).

Одним из первых в изобразительном искусстве стало воплощение сюжета в мраморной статуе Ульяма Броуди «Пенелофон, нищенка (Теннисон)» (англ. Penelophon, the beggar maid (Tennyson), 1867), впервые представленной на выставке Королевской шотландской академии живописи, скульптуры и архитектуры. Название подчёркивает, что статуя иллюстрирует стихотворение Теннисона. Незадолго до этого одна из фабрик в Англии начала выпускать изделия из особого сорта викторианского фарфора, имитирующего паросский мрамор, из которого вырезались античные статуи. Заказ Королевской ассоциацией развития искусств в Шотландии двадцати копий статуи из такого паросского фарфора способствовал их производству, благодаря чему довольно много копий сохранилось до наших дней (смотри фотографию выше).
Легенда послужила сюжетом картины Эдмунда Лейтона «Король и нищенка» (1898) и постановочной фотографии Джулии Маргарет Камерон, которая представляет собой явную мизансцену из любительских спектаклей организованного Кэмерон домашнего театра. С фотографией Камерон в свою очередь связана описанная её современниками история о том, что
позирующая на фотографии девушка Мэри Риган была действительно нищенкой и Маргарет её
подобрала буквально на улице, обучила чтению, письму и домашнему хозяйству и часто использовала
в качестве натурщицы для своих постановочных фотографий. Когда фотография была выставлена на
витрине агентства, продающего фотографии Камерон в Лондоне, один богатый и достойный джентльмен
повторил подвиг Кофетуа, разыскав девушку и женившись на ней. Сентиментальная викторианская легенда, однако, вступает в противоречие с современным каталогом, утверждающим, что на фотографии изображены неизвестный мужчина и неизвестная женщина.

### КартинаЭдварда Бёрн-Джонса
Бёрн-Джонс основывал сюжет картины «Король Кофетуа и нищенка» (1884) на балладе 1612 года и в меньшей степени на стихотворении Теннисона. Девушка, испуганная и безмолвная, сидит в королевском дворце. Король смотрит на девушку снизу вверх. В руках у девушки анемоны, которые на принятом в Викторианской Англии языке цветов символизируют безответную любовь (в данном случае, возможно, подразумевается любовь, которой девушка не искала). Смуглое («эфиопское») лицо короля не совсем согласуется с легендой, тем более что все его подданные имеют светлый цвет кожи, и является чисто художественным приёмом, контрастно подчёркивая босые ноги девушки «цвета слоновой кости».
Существует и более ранняя версия картины — для передней панели шкафа, на которой король спускается к девушке с трона. В отличие от картины на холсте, сюжет панели более соответствует стихотворению Теннисона (англ. In robe and crown the king stept down,
To meet and greet her on her way...) и является более динамичным, в то время как в варианте на холсте положение короля, замершего возле ног девушки, выражает идею ничтожности королевской власти по сравнению с величием красоты. Картина «Король Кофетуа и нищенка» воплощает многие идеалы прерафаэлитов — восхищение прекрасной дамой, поиск красоты и совершенной любви.

## В прозе и драматургии
Легенда в сочетании с современным пересказом мифа о Пигмалионе послужила основой для пьесы «Пигмалион» Бернарда Шоу, второго (после Шекспира) по популярности драматурга в английском театре, и мюзикла по её мотивам «Моя прекрасная леди».

В романе Энтони Троллопа «Фреймлейский приход» (1861) Люси Робартс уподобляет ее взаимоотношения с Лордом Лофтоном, который сделал ей предложение и которого она любит, истории с королём Кофетуа и нищенкой в одноимённой главе XXXV: 
—Ты можешь представить себе, каким тоном станет она перечислять мне все общественные неудобства от неравного брака? Она повторит всё, что было сказано, когда король Кофетуа захотел жениться на дочери нищего; она подробно изложит мне всё, что пришлось вынести Гризельде, той, другой Гризельде, конечно, не дочери вашего архидьякона. 
—Но ведь для Гризельды всё кончилось благополучно.
—Да, но, опять-таки, я не Гризельда, и, разумеется, кончу плохо. Да и что толку в том, что я всё это знаю наперёд? Ведь я предлагала королю Кофетуа переместить в другое место и свою корону, и себя самого.
В репликах Люси девушка носит имя Гризельда и названа «дочерью нищего», а также присутствуют мотив долготерпения и испытания, выпавшие на её долю как следствие неравного брака. Все эти детали относятся не к идиллической легенде о Кофетуа, а к истории о Гризельде — персонаже десятой новеллы десятого дня «Декамерона» Бокаччо и «Рассказа студента» из «Кентерберийских рассказов» Чосера.
В романе «Американец» (1877) американского писателя Генри Джеймса, Валентин, граф де Бельгард, при описании своей, почти идеальной, аристократической родословной говорит Ньюмену: «Ужасно! Один из нас, в средние века, поступил ещё лучше: он женился, как король Кофетуа. Это было действительно лучше, это было как выйти замуж за птицу или обезьяну, не надо думать о происхождении супруга вообще…».
В первом романе английского писателя Джорджа дю Морье «Питер Иббетсон» (1891) рассказчик, в части пятой, мысленно называет себя королем Кофетуа, когда он с любовью думает о дочери владельца маленького магазина. В романе английского писателя Дэвида Лоуренса «Сыновья и любовники» (1913), Пол воспринимает поношенную одежду и разбитые туфли Мириам «как живописные лохмотья нищенки из легенды о короле Кофетуа».
В романе «Веселящий газ» (1936) Пелама Вудхауса обедневшая Энн Баннистер поначалу отвергает предложение руки и сердца от богатого Реджи Хэвершота, сославшись на историю с королём Кофетуа, и заявив, что не любит благотворительности. Кроме того, в романе «Неуёмная Джилл» (1920), Вудхауз дважды упоминает Кофетуа. Во-первых, в главе VI Джилл думает о Дереке: «Она придет к нему как нищенка к королю Кофетуа». Во-вторых, в главе XX в начале сцены, в которой Джилл собирается бросить Дерека Андерхилла, тот «…был все еще не вполне уверен, играть ли ему роль кающегося или короля Кофетуа….»

«Король Кофетуа и нищенка». Худ. Элеанор Фортескью-Брикдейл. Акварель.

В романе английской писательницы Джорджетт Хейер «Опасный маскарад» (англ. The Masqueraders, 1928 год) Прюденс отвечает сэру Энтони на его брачное предложение: « Позвольте мне иметь хоть каплю гордости. Вы можете быть королем Кофетуа, но мне не хочется играть роль молодой нищенки»
В романе Невила Шюта «Одинокая дорога» (1932) танцовщица Мэри (Молли) Гордон отвергает брачное предложение Малькольма Стивенсона, сославшись на значительную разницу в их социальном статусе и предлагает вместо этого съездить куда-нибудь вдвоём на месяц или два. Стивенсон рассеянно думает, получал ли король Кофетуа такое предложение, и если получал, то как на него отреагировал.

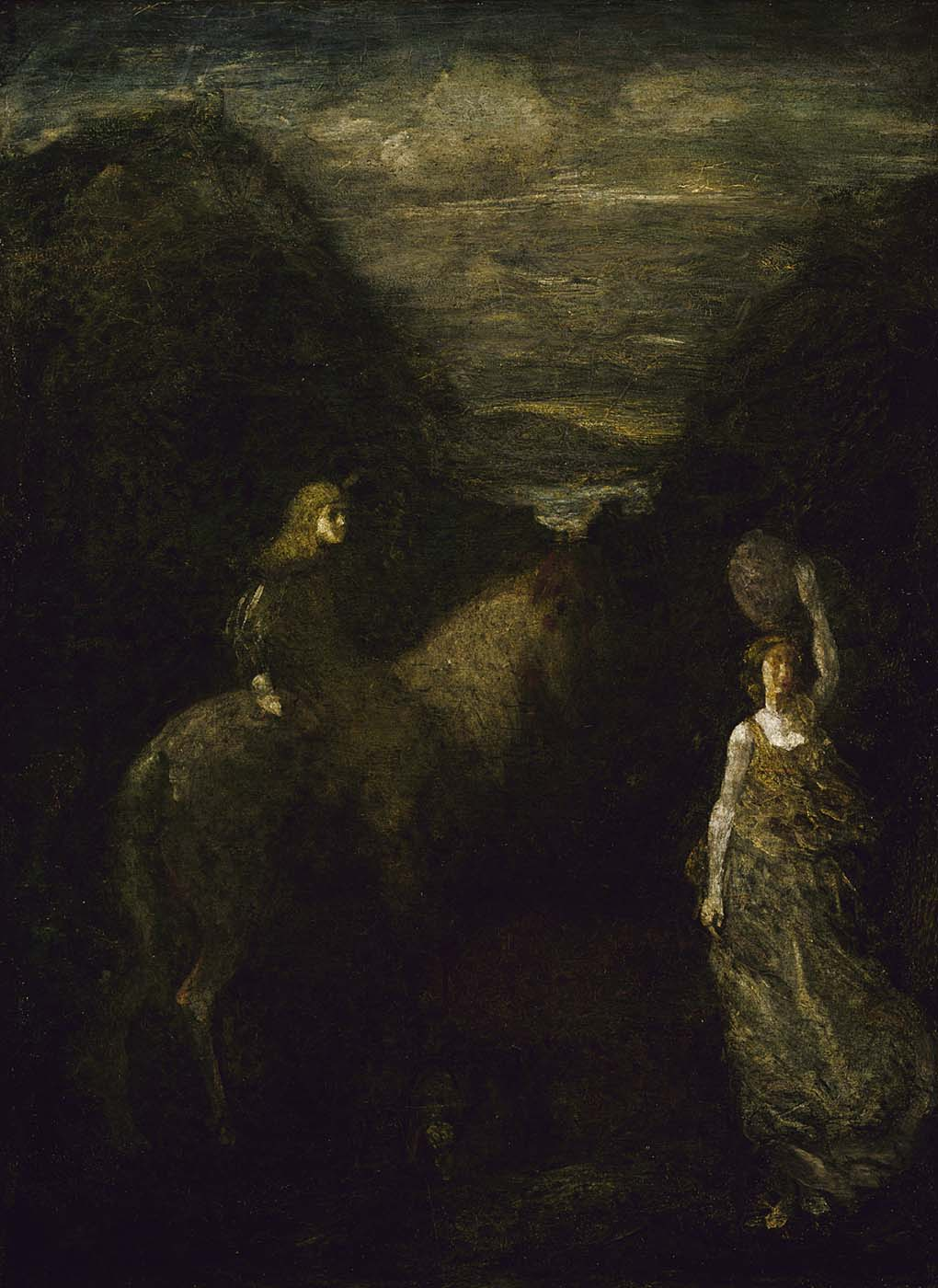
«Король Кофетуа и нищенка». Худ. Альберт Пинкхэм Райдер.

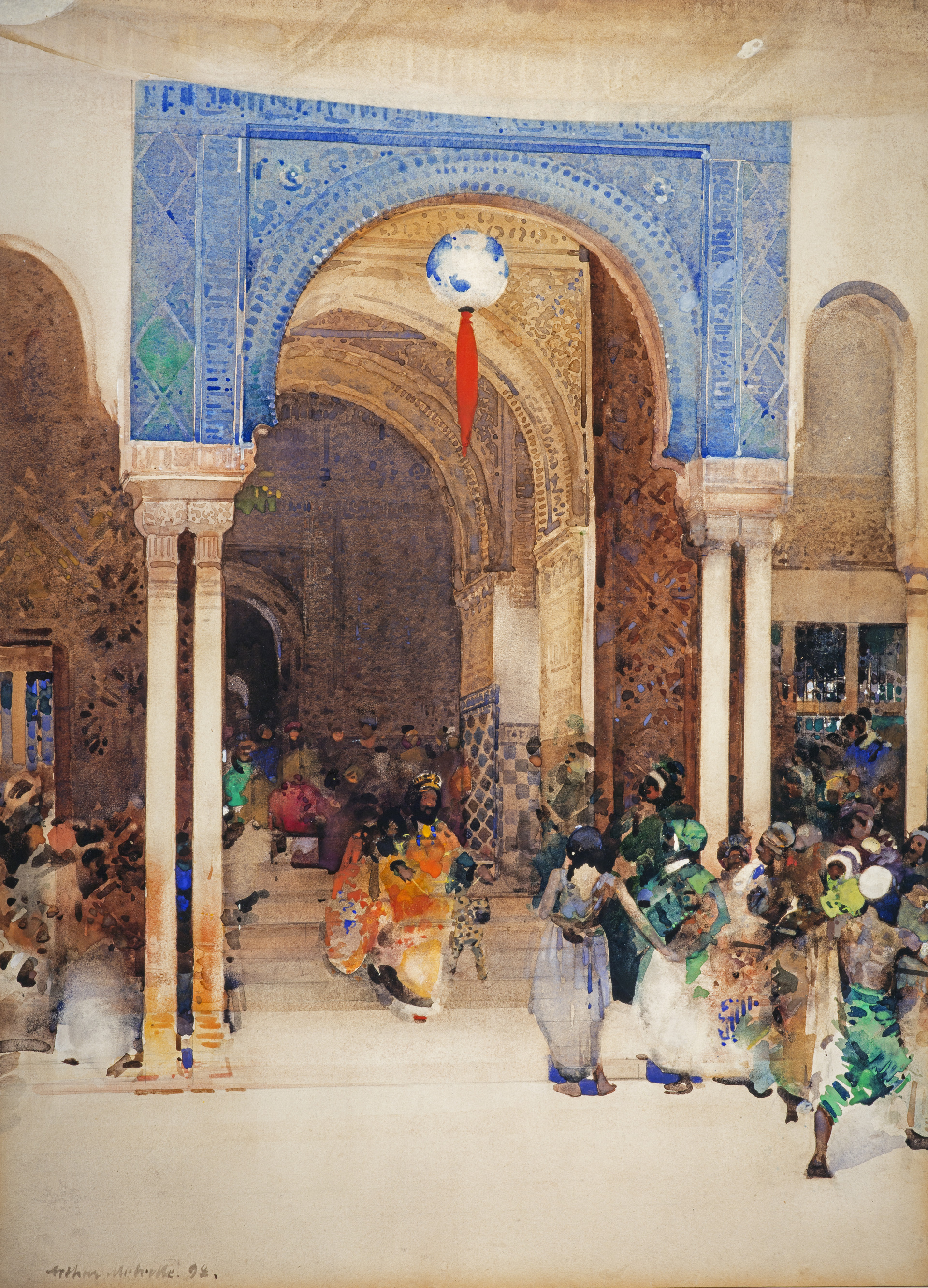
«Король Кофетуа и нищенка». Худ. Артур Мелвилл. Гуашь.

Английская писательница Дороти Сэйерс в детективном романе «Сильный яд» (1932), изображает лорда Питера Уимзи, спасшего жизнь Гарриет Вейн с помощью своего детективного таланта и немедленно покинувшего суд, после чего один из друзей Гарриет предсказывает, что Питер «придет к ней» на что другой друг заявляет: «Нет, он не собирается повторять поступок короля Кофетуа». Такое использование без объяснений предполагает, что история Кофетуа была знакома читающей публике в Англии начала XX века. Сэйерс делает еще одну ссылку в книге «Где будет труп» (1932), где Харриет Вейн говорит Питеру Уимзи: "Вы думаете, что можете восседать тут дни напролет сидеть там весь день, как король Кофетуа, рыцарственный и щедрый, а люди будут припадать в вашим ногам? Разумеется, всякий скажет: «Сколько он сделал для этой женщины — разве не великодушно с его стороны?». Понимая, что щедрость, которая ставит его в положение короля Кофетуа, тем самым ставит Гарриет в положение нищенки, Питер отстраняется — поступить по другому было бы «нечестно».
В книге британской писательницы Филлис Джеймс «Лицо её закройте» (1962), в её первом детективном романе и первой книге в серии об инспекторе Далглише, Элеонора Макси говорят «Эти браки как у короля Кофетуа редко складываются удачно» — применительно к предполагаемой помолвке между её сыном и горничной.
Робин МакКинли, в романе «Красавица: пересказ истории о Красавице и Чудовище» (1978) пишет о Красавице, первый раз входящей в замок Чудовища: «Ветерок обвился вокруг моих плеч, словно подбадривая, и я шагнула в распахнутые двери. Наверное, так чувствовала себя нищенка из сказания о короле Кофетуа, когда перед ней открылись ворота дворца».
Британский писатель Клайв Льюис, автор Хроник Нарнии, был также автором религиозных произведений, в которых часто использовал легенду о Кофетуа и нищенке. В книге «Страдание» (англ. Problem of Pain, 1940), например, для пояснения образа Божьей любви он пишет: «Мы не можем даже пожелать, в наши лучшие моменты, чтобы [Бог] мог примириться с нашими недостатками — не более, чем нищенка могла бы пожелать, чтобы король Кофетуа навсегда смирился с её лохмотьями и грязью…».
Энтони Поуэлл сравнивает с нищенкой Памелу Флиттон в десятом томе цикла «Танец под музыку времени».
В «Неестественных привычках» (2012) Керри Гринвудса, 19-м романе из серии "Фрайни Фишер персонаж Тинкер пренебрежительно отзывается о сказке: «Он не одобрял этой затеи короля Кофетуа c нищенкой. Что, если ей нравилось быть нищей? Что, если она не хотела быть вечно обязанной королю?»

## Комплекс (синдром) Кофетуа
«Королева детектива», английская писательница Агата Кристи использует слова «синдром Кофетуа» в романе «Труп в библиотеке» (1942) в применении к пожилому англичанину из высшего общества, Конвею Джефферсону, который полюбил девушку из рабочего класса, Руби Кин, хотя и по-отечески, а не в сексуальном смысле.
Английский писатель Грэм Грин использует термин для обозначения сексуального влечения к представителям или представительницам низшего класса, начиная с повести «Конец одного романа» (англ. The End of the Affair, 1951), герой которой утверждает: «Красивые женщины, если они еще и умны, как-то принижают меня. Не знаю, есть ли в психологии „комплекс Кофетуа“, но мне всегда было сложно испытывать сексуальное желание в отсутствие чувства превосходства, умственного или физического». Термин также использует английский писатель Квентин Крисп в его автобиографическом романе «Голый госслужащий» (англ. Naked Civil Servant, 1968). В романе «Прохождение Венеры» (англ. The Transit of Venus, 1980) австралийско—американской писательницы
Ширли Хаззард персонаж Кристиан Трэйл теряет голову от молодой женщины, которую он предполагает довольно бедной, как была его жена Грэйс, когда он встретил ее: «Он не мог не увидеть ассоциации между его теперешней пылкостью и его первой встречей с Грейс. Не было ли у него того состояния, которое называют „комплексом Кофетуа“? Или он это выдумал?»